# Ричард де Люси
Ричард де Люси (англ. Richard de Luci, Richard de Lucy; умер 14 июля 1179) — английский военачальник и администратор, главный юстициарий Англии с 1154/1155 года, шериф Эссекса и Хартфордшира в 1156—1157 годах. Верно служил королю Англии Стефану Блуасскому, получив в награду владения в Восточной Англии и Кенте размером около 7 рыцарских фьефов, составившие феодальную баронию Онгар. Благодаря безупречной репутации и проявленной лояльности, Ричард после восхождения на престол Генриха II Плантагенета вошёл в его королевскую администрацию, получив должность юстициария. После смерти в 1168 году графа Лестера и до своей смерти Ричард остался единственным юстициарием. В этот период он обладал огромной властью, равной королевской. За время своей службы у Генриха II Ричард увеличил свои владения и богатство. Хронисты называли его «самым могущественным человеком королевства».

## Происхождение
Ричард происходил из нормандского рода, владевшего землями как в Нормандии, так и в Англии. Название рода произошло от нормандского поселения Люсе, располагавшегося неподалёку от Донфрона. Имя отца Ричарда неизвестно, а мать его звали Авелин — её имя упоминается в нескольких документах вместе с именем сына. Также известно, что у него был брат по имени Уолтер, который сначала был монахом в монастыре Лонле-л’Аббе, располагавшегося неподалёку от Люсе, а затем стал аббатом в Баттле в Сассексе. Возможно, что у него было ещё 2 братьев — Роберт и Герберт.

## Ранняя карьера
Год рождения Ричарда неизвестен. Возможно, что его карьера на королевской службе началась ещё во время правления Генриха I, от которого он, возможно, получил, дарение на королевскую землю в Саффолке. К 1136 году он оказался на службе у короля Стефана Блуаского, от имени которого он в октябре 1138 году храбро защищал замок Фалез, который осаждал Жоффруа Анжуйский. После этого Ричард вернулся в Англию, где служил королю, который отстаивал трон в борьбе против императрицы Матильды. Хотя единственной должностью, которую он занимал в это время, был пост юстициария в Мидлсексе, Лондоне и Эссексе, полученный им в 1143 году, но постепенно он стал одним из ближайших соратников Стефана, сохранив ему верность даже в самые тяжёлые периоды гражданской войны. В 1148 году он был посредником между королём и архиепископом Кентерберийским Теобальдом, а летом 1153 года, когда многие бароны отвернулись от Стефана, помог совершить набег по долине Темзы на земли, удерживаемые Генрихом Анжуйским, который вскоре заставил короля вести переговоры о мире. В том же году был подписан Уоллингфордский договор, завершивший гражданскую войну, в котором обе стороны с уважением отнеслись к Ричарду де Люси, называя его стражем Тауэра и Виндзорского замка, которые он должен был передать Генриху после смерти Стефана. Сын же Ричарда стал заложником, гарантирующем соблюдением отца этого договора.
Во время правления Стефана начали складываться земельные владения Ричарда, которые в итоге составили феодальную баронию Онгар. Его английское наследство, составлявшее около 7 рыцарских фьефов, включало земли в Диссе и Стоу (Восточная Англия), а также в Ньюингтоне (Кент). По последнему владению Люси был арендатором архиепископа Кентерберийского. Король Стефан также щедро наградил его, пожаловав земли в королевском оноре Булони, в том числе Чиппинг Онгар в Эссексе, где Ричард построил замок, способствовавший росту города. Основные его владения располагались в Восточной Англии, в результате чего его территориальные интересы совпадали с королевскими. А королевские дарения эту связь укрепляли.

## На службе у Генриха II
В 1154 году умер король Стефан, которого по условиям Уоллингфордского договора сменил Генрих Анжуйский, ставший королём под именем Генриха II. Ричард де Люси достаточно легко вошёл в новую королевскую администрацию и вскоре новый король назначил его вместе с Робертом де Бомоном, графом Лестером, юстициарием Англии. Основанием для этого назначения, судя по всему, стало хорошее знакомство Люси с управлением Англией, а также его безупречная репутация и лояльность королю (пусть и противнику Генриха). В первые годы своего правления Ричард был ещё и шерифом Эссекса и Хартфордшира, а также управлял королевскими поместьями. Затем же он сосредоточился исключительно на управлении королевством. В 1166 году Люси отправился проводить возрождённые разъездные суды. Кроме того, он продолжал время от времени выполнять военные задачи. Так в 1167 году Ричард отражал нападение графа Матье Булонского, претендовавшего на английскую часть Булони. В качестве юстициария Люси часто исполнял обязанности вице-короля, когда Генрих II находился за пределами Англии.
В 1162 году Люси по приказу короля сыграл важную роль в обеспечении избрания Томаса Бекета архиепископом Кентерберийским. Также он помогал составить Кларендонские конституции, которые в 1164 году привели Генриха II к конфликту с Бекетом. В том же году Ричард отправился в паломничество в Сантьяго-де-Компостеллу, возвращаясь из которого встретился с изгнанным из Англии архиепископом, призвав его примириться с королём. Но их беседа переросла в ожесточённый спор, после чего Ричард отказался соблюдать оммаж за свои владения, которыми он владел в качестве арендатора архиепископа. В 1166 году Бекет в Везле отлучил Люси от церкви за ту роль, которую тот сыграл в разработке Кларендонских конституций, а также за поддержку им короля. Говорили, что вскоре после этого Ричард принёс обет крестоносца, но даже если эти сведения соответствуют действительности, он никогда в Крестовых походах не участвовал. В 1167 году епископ Святого Асафа снял с Люси отлучение, однако в 1169 году Бекет вновь восстановил его.
В то же время Ричард продолжал увеличивать свои владения и богатство. Сам король сделал ему большие «подарки» из королевских доходов, а также подтвердил все дарения, сделанные королём Стефаном. Около 1174 года Генрих II подарил Люси новые поместья в онгарской сотне. Кроме того, Люси стал союзником и арендатором различных приближённых Генриха II. Уже в 1155 году сам Ричард и его брат Уолтер пользовались «договором о дружбе» с дядей короля, Реджинальдом, графом Корнуолла, и королевским констеблем Ричардом дю Омме, а также менее формальными союзами с другими королевскими приближёнными. К 1166 году он получил 10 рыцарских фьефов от графа Реджинальда, 9 фьефов от Адама Малхерба (арендатора Реджинальда) и 1 фьеф в оноре Клеров в Саффолке. Несколько лет спустя он получил ещё 10 фьефов в Гринстеде (Эссекс) от кузена короля, Уильяма, графа Глостера.
В 1168 году умер графа Лестер. С этого момента и до самой смерти Ричард остался единственным юстициарием Англии. В этот период хронисты называют его «самым могущественным человеком королевства», поскольку Люси обладал властью, равной королевской. Во время восстания сыновей Генриха II 1173—1174 годов против отца Люси командовал королевскими войсками в Англии. Вместе с графом Реджинальдом Корнуольским он осадил и захватил город Лестер, принадлежавший восставшему Роберту де Бомону, 3-му графу Лестеру, а затем вместе с констеблем Хамфри III де Богуном повёл армию в Северную Англию, узнав, что в Нортумберленд вторгся король Шотландии Вильгельм I Лев. Узнав, что в Англии высадился с армией мятежный граф Лестер, Ричард заключил с шотландским королём перемирие и вернулся в Мидлендс, где осадил принадлежавший брату Вильгельма Льва Давиду замок Хантингдон. Благоразумие, энергия и успехи Ричарда во время этого кризиса значительно повысила не только его репутацию, но также силу и престиж его должности. Хронисты сообщают, что Генрих II называл его «верным де Люси». Но современники были очень удивлены, когда во время восстания 1176 года его замок Онгар был конфискован королём. Ричард был достаточно уверен в своих отношениях с королём, упрекая его за то, что Генрих проигнорировал предоставленные им своим слугам во время восстания привилегии.
Старший сын Ричарда, Джеффри, умер раньше отца, оставив малолетнего сына Ричарда наследником юстициария. Для второго сына, Годфри, отец избрал духовную карьеру; в 1189 году тот стал епископом Уинчестера. Дочерей же Люси выдал замуж за представителей ведущих семей Эссекса.
Ричард был благотворителем монастыря Святой Троицы в Лондоне, где была похоронена его жена, а также аббатства Баттл, которым управлял его брат. В последние годы жизни у Люси вырос интерес к религии. В 1178 году он основал в своих владениях в Лесснессе или Вествуде (Кент) неподалёку от замка Онгар церковь для августинцев. Её посвятили Пресвятой Богородице и святому Томасу Кентерберийскому, что было весьма неожиданно в свете непростых отношений Ричарда с архиепископом. В 1178 или 1179 году Люси оставил должность юстициария и удалился в построенную им церковь в качестве каноника. Он умер в Лесснессе 14 июля 1179 года и был похоронен там же в аббатстве. Его владения последовательно наследовали двое юных внуков, а затем дочери и их дети.

## Брак и дети
Жена: Ройзия. Дети:
- Джеффри де Люси (умер до 1179/1180)[3][4].
- Годфри де Люси[англ.] (умер 11/12 сентября 1204), епископ Уинчестера[англ.] с 1189[3][4][5].
- Матильда де Люси; муж: Уолтер Фиц-Роберт (умер в 1198[3])[4].
- Эвелин де Люси; муж: Жильбер де Монфише (умер около 1186/1187)[3][4].
- Алиса де Люси; муж: Одинель II де Умфравиль (умер в 1182)[3][4].